# Ronde van Spanje 2020/Dertiende etappe
De dertiende etappe van de Ronde van Spanje 2020 werd verreden op 3 november tussen Muros en Mirador de Ézaro. 
| Muros – Mirador de Ézaro (33,5 km) |                  |                       |         |
| Plaats                             | Naam             | Ploeg                 | Tijd    |
| 1                                  | Primož Roglič    | Team Jumbo-Visma      | 46'39"  |
| 2                                  | William Barta    | CCC Team              | + 1"    |
| 3                                  | Nélson Oliveira  | Movistar Team         | + 10"   |
| 4                                  | Hugh Carthy      | EF Education First    | + 25"   |
| 5                                  | Bruno Armirail   | Groupama-FDJ          | + 41"   |
| 6                                  | Mattia Cattaneo  | Deceuninck–Quick-Step | + 46"   |
| 7                                  | Richard Carapaz  | Team INEOS Grenadiers | + 49"   |
| 8                                  | Rémi Cavagna     | Deceuninck–Quick-Step | + 58"   |
| 9                                  | David de la Cruz | UAE Team Emirates     | + 59"   |
| 10                                 | Jasha Sütterlin  | Team Sunweb           | + 1'07" |
|                                    |                  |                       |         |
| 11                                 | Wout Poels       | Bahrain McLaren       | + 1'12" |
| 30                                 | Tim Wellens      | Lotto Soudal          | + 2'36" |

| Algemeen klassement |                     |                        |           |
| Plaats              | Naam                | Ploeg                  | Tijd      |
| Rode trui           | Primož Roglič       | Team Jumbo-Visma       | 49u16'16" |
| 2                   | Richard Carapaz     | Team INEOS Grenadiers  | + 39"     |
| 3                   | Hugh Carthy         | EF Education First     | + 47"     |
| 4                   | Daniel Martin       | Israel Start-Up Nation | + 1'42"   |
| 5                   | Enric Mas           | Movistar Team          | + 3'23"   |
| 6                   | Wout Poels          | Bahrain McLaren        | + 6'15"   |
| 7                   | Felix Großschartner | BORA-hansgrohe         | + 7'14"   |
| 8                   | Alejandro Valverde  | Movistar Team          | + 8'39"   |
| 9                   | Aleksandr Vlasov    | Astana Pro Team        | + 8'48"   |
| 10                  | David de la Cruz    | UAE Team Emirates      | + 9'23"   |
|                     |                     |                        |           |
| 25                  | Kobe Goossens       | Lotto Soudal           | + 45'55"  |

1e etappe ·
2e etappe ·
3e etappe ·
4e etappe ·
5e etappe ·
6e etappe ·
7e etappe ·
8e etappe ·
9e etappe ·
10e etappe ·
11e etappe ·
12e etappe ·
13e etappe ·
14e etappe ·
15e etappe ·
16e etappe ·
17e etappe ·
18e etappe
Startlijst · Eindstanden · Afbeeldingen